# Palais Jacques-Cœur

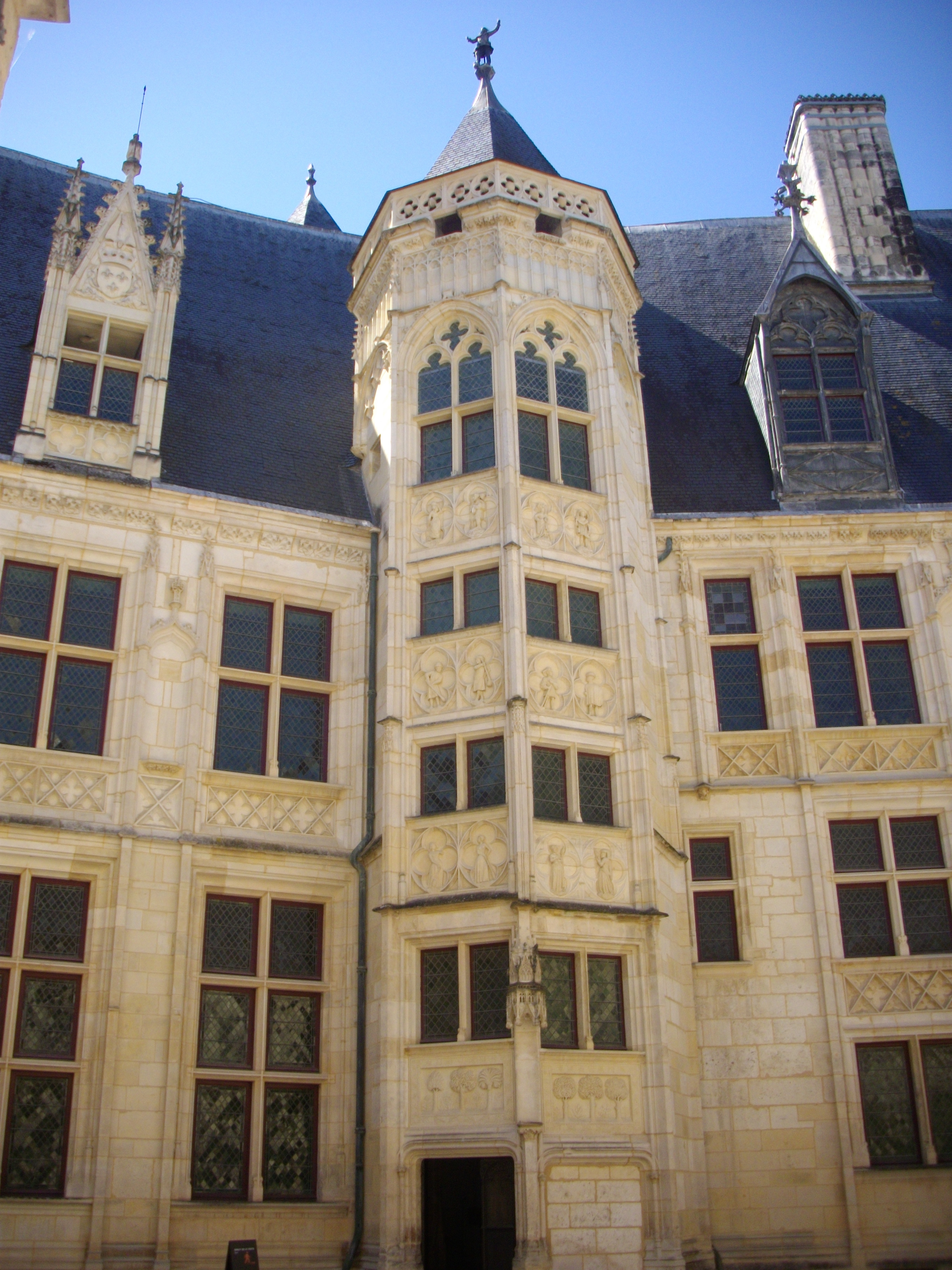
Innere Fassade des Palais Jacques-Cœur mit dem Haupttreppenturm und den verzierten Brüstungen

Das Palais Jacques-Cœur ist ein sog. Hôtel particulier des 15. Jahrhunderts in der Stadt Bourges in der historischen Region Berry und dem heutigen Département Cher. Ein Hôtel particulier ist das Gegenstück zu einem Château, also einem Herrensitz auf dem Land, der aber mit dem Begriff Stadtpalais nicht genau wiedergegeben ist, da es sich bei Letzterem in der Regel um Zweitwohnsitze von Adeligen handelte.
Charakteristisch für ein Hôtel « à la française », einen Bautyp, der seit dem Mittelalter existiert, gilt es aufgrund der Eleganz seiner Architektur, des Reichtums und der Vielfalt seines Dekors als einer der prunkvollsten Zivilbauten der Flamboyantgotik. Das Bauwerk ist seit 1840 auf der Liste der Monuments historiques eingetragen.

## Lokalisation
Das Palais Jacques-Cœur liegt in der Stadtmitte von Bourges zwischen der Ober- und der Unterstadt am Abhang eines Hügel in der Rue Jacques Cœur 10bis. Unterhalb der Rue des Arènes verläuft die ehemalige gallo-römische Stadtmauer von Avaricum, während die heutige Rue Jacques Cœur, die schon vor dem Bau des Hôtels existierte, die obere Stadtgrenze bezeichnete und einen einfachen Zugang zur Stadt mit ihrem königlichen Palais (heute nicht mehr existent), den Märkten und der Kathedrale bot.

## Geschichte

### Das Lehen der de La Chaussée
Als Sohn eines Kaufmanns gegen 1400 in Bourges geboren, erlebte Jacques Cœur während der 1430er Jahre einen rasend schnellen sozialen Aufstieg. Nach einer Episode der Falschmünzerei und verschiedenen kleinen Steuerabsprachen stand er schließlich an der Spitze eines florierenden Mittelmeerhandelsunternehmens, was König Karl VII. dazu brachte, ihn 1441 zu adeln.
Mittlerweile Schatzmeister des französischen Königreichs und Aufseher über die Münzstätten wurde er zum reichsten Mann im Königreich und versuchte, seine Machtstellung zu sichern und seinen Erfolg durch den Bau eines „Großen Hauses“ in seiner Geburtsstadt Bourges, damals eine königliche Stadt, herauszustellen. Aus diesem Grund kaufte Jacques Cœur für 1.200 Écu in Gold das Lehen der de La Chaussée, ein Terrain von 5.000 m2, das Jean Belin, einem Kanoniker der Sainte-Chapelle von Bourges, gehörte, und zwei benachbarte Häuser, die die Stadt in mehreren Hundert Metern Umkreis dominierten.
Der Bau des Hôtel Jacques-Cœur kostete 100.000 Écu in Gold und scheint 1453 beendet worden zu sein.

### Ungnade und Enteignung
1451 fiel Jacques Cœur in Ungnade und wurde inhaftiert. Karl VII., der eifersüchtig war auf diese Stadtresidenz, welche die Hôtels particuliers, deren Blütezeit in der Renaissance lag, vorwegnahm und raffinierter und bequemer war als sein eigenes Palais, konfiszierte das Gebäude und sein gesamtes Mobiliar.
Jacques Cœur scheint sich im Laufe seines Lebens nicht länger als acht Nächte dort aufgehalten zu haben, es gelang ihm die Flucht und er starb auf der griechischen Insel Chios 1456.

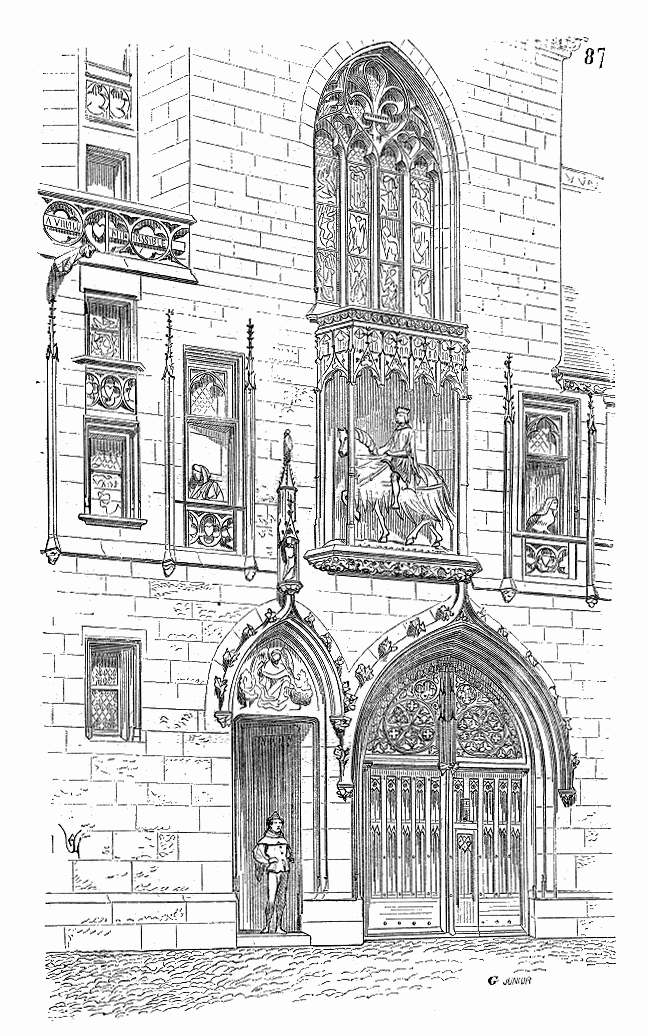
Früheres Aussehen des Portals auf einer Zeichnung von Eugène Viollet-le-Duc, 1856.

### Palais L’Aubespine
Nachdem Karl VII. keinen Käufer dafür fand, übergab der König das Haus schließlich 1457 den Söhnen von Jacques Cœur, Henri, Ravan und Geoffroy.
Geoffroy, der letzte Erbe, hinterließ es schließlich seinem eigenen Sohn, der durch eine Reihe von Schicksalsschlägen mehrere Schiffe verlor und es 1501 für 1.500 Livres einem ortsansässigen Honoratioren namens Antoine Turpin verkaufte. Am 22. Dezember 1552 wurde es von Claude de L’Aubespine, Staatssekretär für Finanzen, gekauft.
Über mehr als hundert Jahre hinweg erlebte das Palais also das lebhafte und glänzende Leben von mächtigen Menschen, die dort Hof hielten, Salons und Bankette veranstalteten und ihre Geschäfte abwickelten.

### Verwaltungs- und Gerichtsgebäude
Nach weiteren Besitzerwechseln wird das Gebäude schlussendlich per Gerichtsbeschluss vom 13. Mai 1679 dem Minister Jean-Baptiste Colbert übergeben. Er gab das Gebäude am 30. Januar 1682 an die Stadt Bourges weiter, die darin verschiedene Verwaltungs- und Gerichtsdienste einrichtete, was dem Justizpalast, der heute mit dem Namen Palais Jacques Cœur verbunden ist, seinen Namen einbrachte.

### Von der französischen Revolution bis zu Prosper Mérimée: der verhinderte langsame Verfall

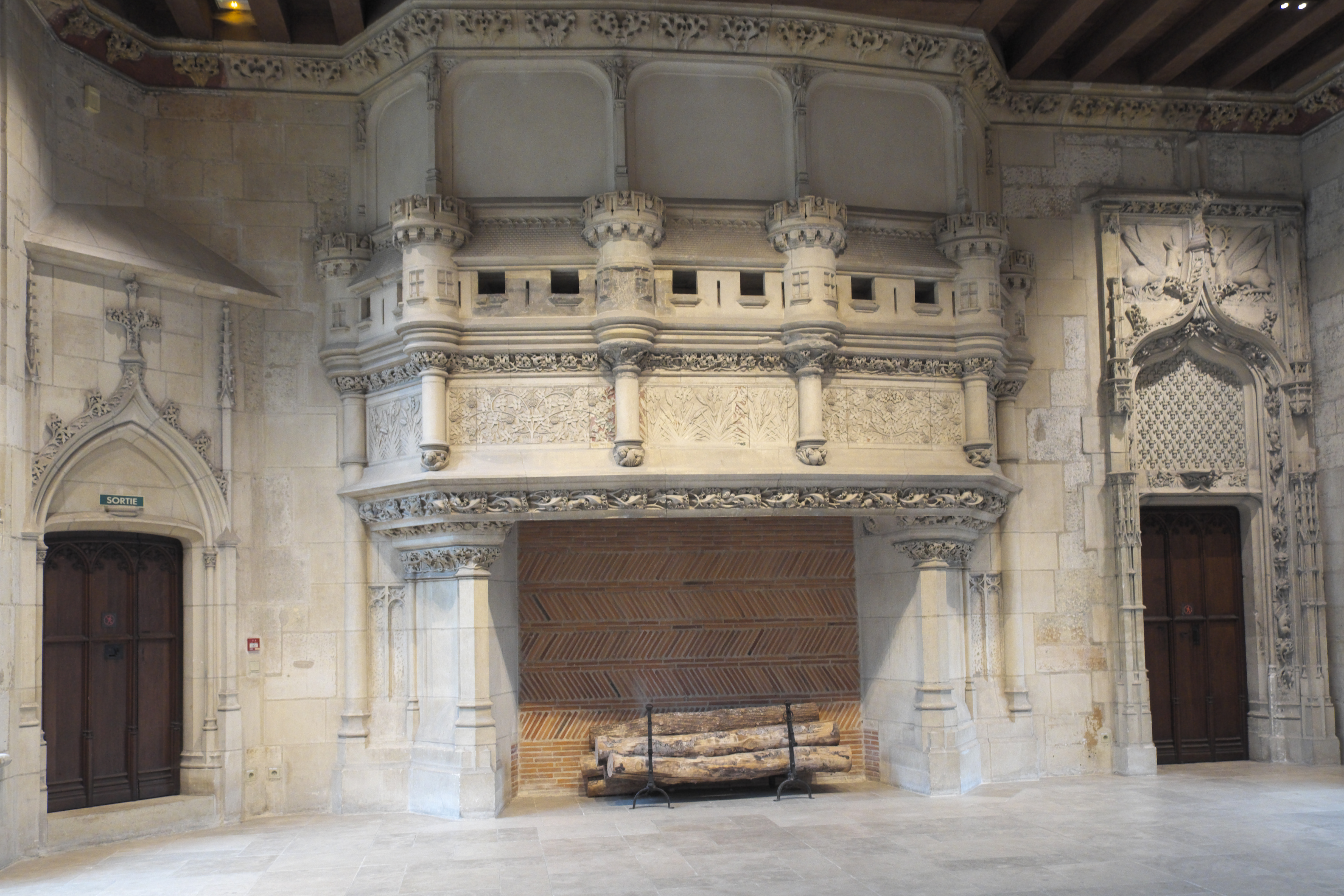
Rekonstruierter Kamin im Festsaal

Die französische Revolution führte zur Zerstörung verschiedener Reliefs und vor allem des Reiterstandbilds von Karl VII., das seit seiner Erbauung in einer Art Erker unter einem prächtig verzierten Baldachin über dem Eingangsportal stand.
Die Einrichtung des Appellationsgerichts und des Amtsgerichts im Jahre 1820 brachten die schwerwiegendsten Zerstörungen an der Architektur des Bauwerks mit sich: Das Innere wurde nur im Hinblick auf den benötigten Raumbedarf umgestaltet, ohne irgendeine Rücksichtnahme auf die existierenden Verzierungen. Die Veränderung der Fensteröffnungen, die Aufteilung von Gängen, die Unterteilung der Kapelle, die Zerstörung von Statuen und Kaminen wurden zugelassen. Insbesondere fiel der monumentale Kamin im bisherigen Festsaal dem Umbau zum Anhörungssaal für das Appellationsgericht zum Opfer. Bereits 1837 machte Prosper Mérimée auf die Veränderungen aufmerksam und stufte das Gebäude 1840 als Monument historique ein.
1858 beschloss die Stadt Bourges, das Gebäude an den Staat und das Département zu verkaufen. Unter der Leitung des Historikers Auguste Bailly und später des Denkmalarchitekten Paul Boeswillwald begann eine teilweise Restaurierung, die sich bis 1885 erstreckte. Trotz einer bedeutsamen Wiederherstellung der Fassaden und einer ehrgeizigen Wiederherstellung der Innenräume war diese Restaurierung nicht gegen Fehler gefeit, wie die willkürliche Entfernung des kegelförmigen Dachs des Donjons der Westfassade durch den Architekten Bœswillwald.

### Weitere Restaurierung
Am 9. Februar 1920 trat das Département seinerseits den ihm gehörenden Anteil am Gebäude an den Staat ab, und das Appellations- und Amtsgericht zogen aus. Das Hôtel Jacques-Cœur trägt aber weiterhin die Benennung als Palais unter Verweis auf diese frühere Nutzung. Der Staat erwarb das Gebäude 1923 endgültig und trieb zwischen 1927 und 1937 die weitere Restaurierung voran, die unter der Leitung der Architekten Henri Huignard und Robert Gauchery auf historischen Grundlagen basierte. Der gegenwärtige Zustand des Bauwerks ist deren direktes Ergebnis.
Das Palais wird vom Centre des monuments nationaux verwaltet, mit Leben erfüllt und für die Besucher geöffnet. Im Jahr 1999 ging eine Kampagne zur Reinigung der Fassaden der Ausbesserung aller Außenbereiche voraus, die im Laufe der 2010er Jahre renoviert wurden.

## Beschreibung

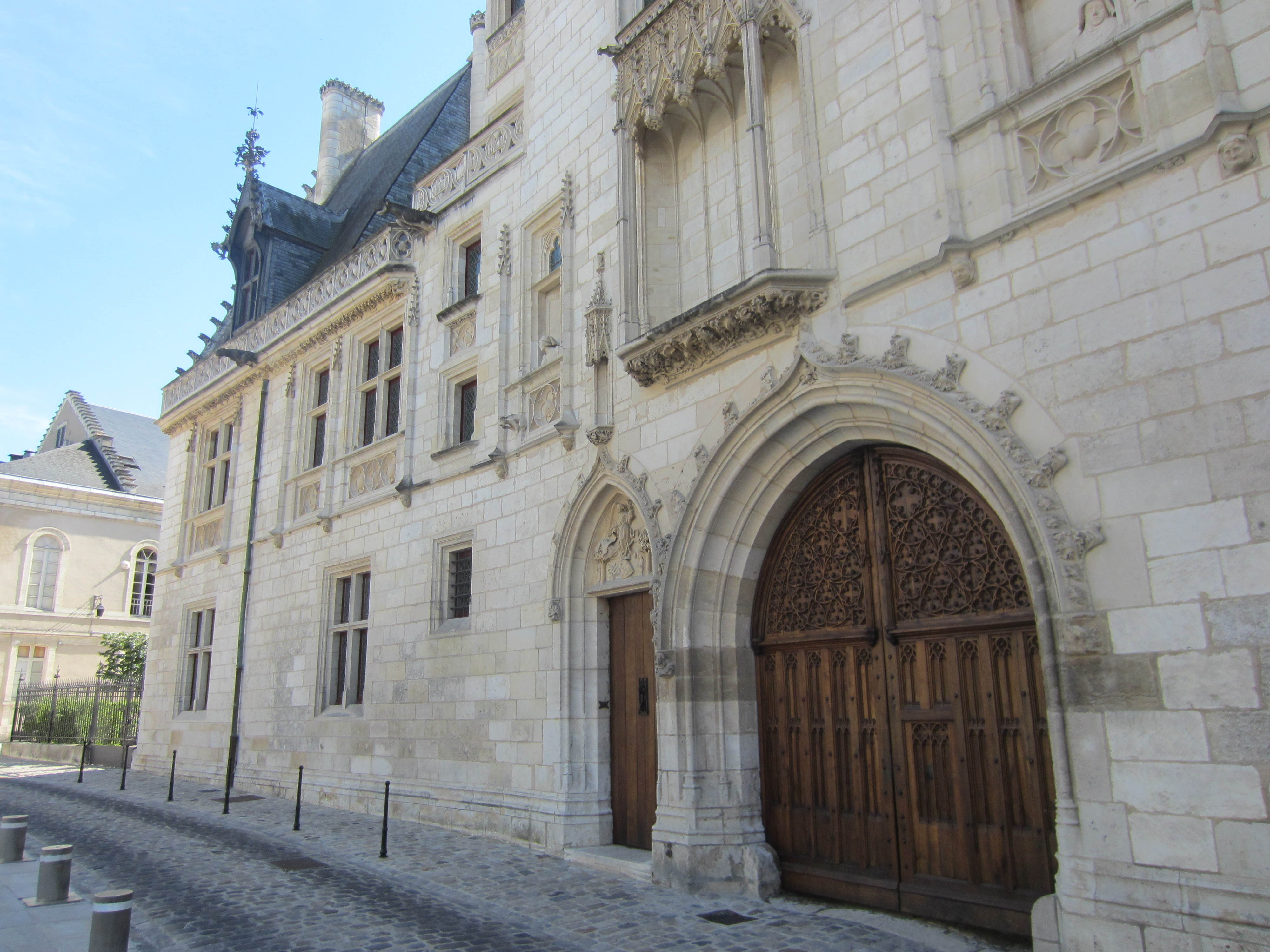
Außenfassade mit der doppelten Mittelpforte; der heutige Zugang erfolgt über eine kleine Türe weiter rechts.

Das Palais umfasst Privaträume (z. B. Zimmer der Galeeren, Schatzkammer) und öffentliche Räume, unter denen solche mit sozialer Funktion (der Festsaal) und solche mit einer speziellen Nutzung (Anrichte mit Durchreiche, Heizraum und Küche, Backöfen, Ankleideraum) sind, einen Donjon, drei Höfe, eine Kapelle, acht Treppenhäuser mit Wendeltreppen, die nicht mehr benutzt werden, ein Taubenhaus auf dem Dachboden und einen Innenhof, der auf drei Seiten von Säulengängen eingerahmt wird, deren Öffnungen elliptische Bögen aufweisen.
Die Gebäudeteile, eingezwängt zwischen einer Straße, deren Ausrichtung nicht geändert werden konnte, und der gallo-römischen Stadtmauer, zu deren Bewahrung Jacques Cœur sich gezwungen sah, gruppieren sich um einen Innenhof. Sie besitzen, zumindest im Haupttrakt, drei Obergeschosse, von denen das erste vom Erdgeschoss durch ein Gesims abgetrennt wird und das oberste ins Dach einbezogen ist und von imposanten Dachgauben beleuchtet wird. Die Obergeschosse gehorchen einem regelmäßigen Raster, das auf einem ausgeprägten Spiel der Vertikalen (übereinanderliegende Fensternischen, die von reich geschmückten Stürzen gekrönt sind) und Horizontalen beruht.

### Fassade

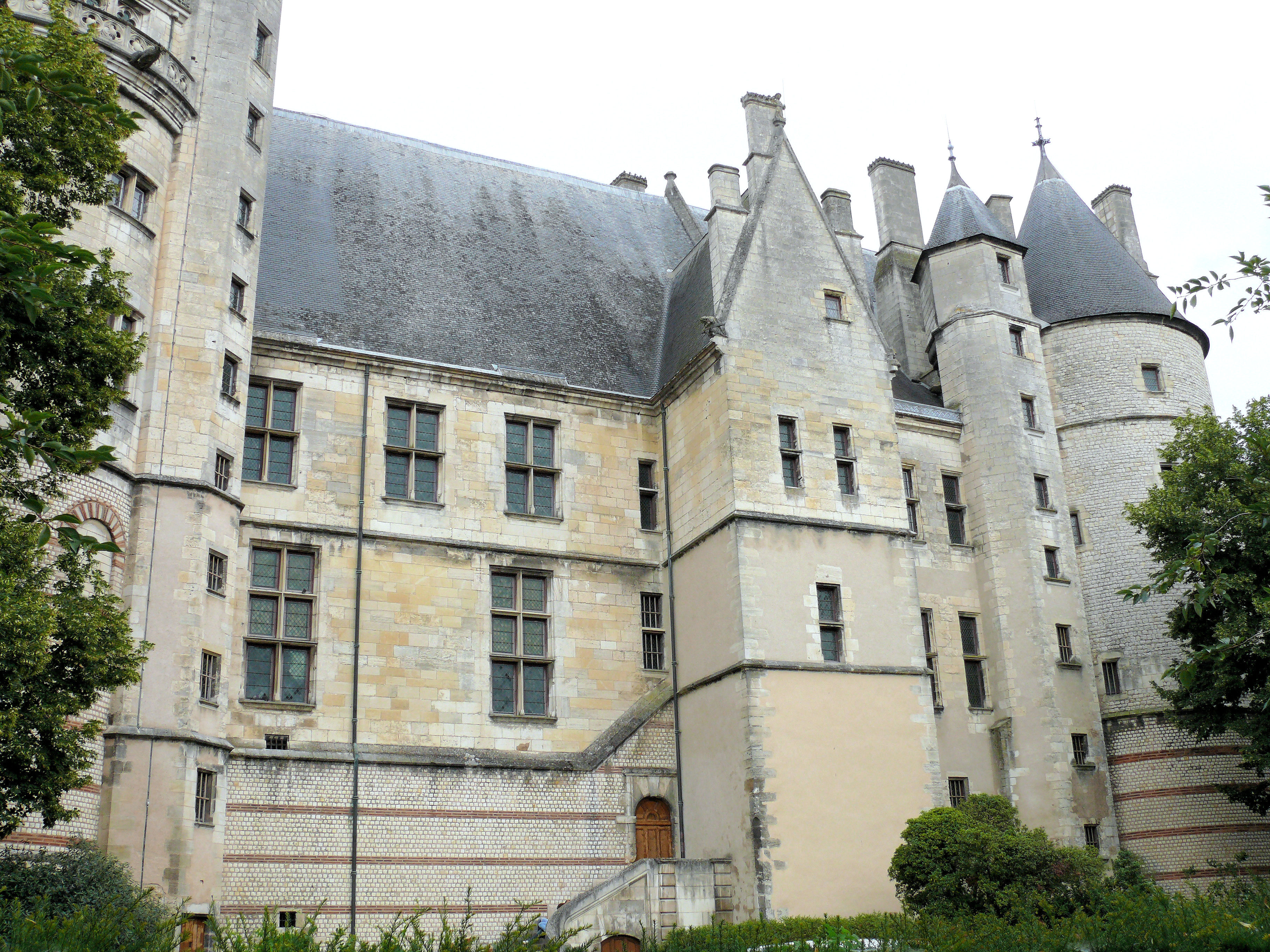
Innere rückwärtige Fassade auf der gallo-römischen Stadtmauer

Die westliche Fassadenfront, die zur Straße hin orientiert ist, ist im Stil der Flamboyantgotik gehalten. Ihr erstes Obergeschoss endet in einem Dachgesims, das mit gezacktem Blattwerk verziert ist, und einer Balustrade, in der die Wappenzeichen aufgegriffen werden, die dem Namen Jacques Cœur entnommen sind, Herzen und Jakobsmuscheln. Diese Außenfassade besitzt eine doppelte Mittelpforte (eine schmale für Fußgänger und eine breite Kutschenpforte mit zwei Flügeln) und wird von einem rechteckigen Erker gegliedert, der ein Reiterstandbild Karls VII. unter einem Baldachin trug, das in der Revolution zerschlagen wurde. Dieser Erker wird von zwei Blindfenstern flankiert, aus denen Büsten schauen, die wahrscheinlich rechts Jacques Cœur und links seine Ehefrau, Macée de Léodepart darstellen. Die Fassade grenzt an einen Platz, auf dem eine Marmorstatue von Jacques Cœur steht, die vom Staat in Auftrag gegeben, von Auguste Préault geschaffen und der Stadt Bourges 1874 übergeben wurde. Dieses Zeugnis eines regionalen Historismus wurde vom damaligen Bürgermeister Eugène Brisson am 15. Mai 1879 eingeweiht.
Die innere rückwärtige Fassade ist auf der gallo-römischen Befestigungsmauer des oppidum von Bourges (damals Avaricum) erbaut, von der sie auf einer Länge von etwa einhundert Metern drei Türme mit deren Kurtinen einbezieht.

### Kapelle
Die Kapelle befindet sich im ersten Obergeschoss über der Eingangspforte; im Maßwerk des Fensters kann man eine große Fleur-de-Lys begleitet von zwei Herzen erkennen, ein Symbol der Loyalität Jacques Cœurs gegenüber dem König.
Im Inneren ist die Kapelle ein ziemlich kleiner quadratischer Raum, aber dennoch einer der schönsten des Palais. Bemerkenswert sind die beiden kleinen Oratorien, die für Jacques Cœur und Macée de Léodepart eingebaut wurden. Das für Jacques Coeur enthält seine Devise „À coeur vaillans riens impossible“ („Für ein tapferes Herz ist nichts unmöglich“). Ansonsten enthalten sie die Wappenschilde der beiden und sternenübersäte Gewölbe. In Kapellen jener Zeit war diese Art von Oratorien nicht sehr verbreitet. Die Malereien des Gewölbes, die lange Zeit von einer flachen Zwischendecke verborgen waren, wurden 1869 von Alexandre Denuelle sehr stark restauriert, die Schlusssteine stammen von einem unbekannten Meister. Jeweils zwei Engel tragen die Wappenschilde Jacques Coeurs bzw. ein Allianzwappen des Ehepaars.

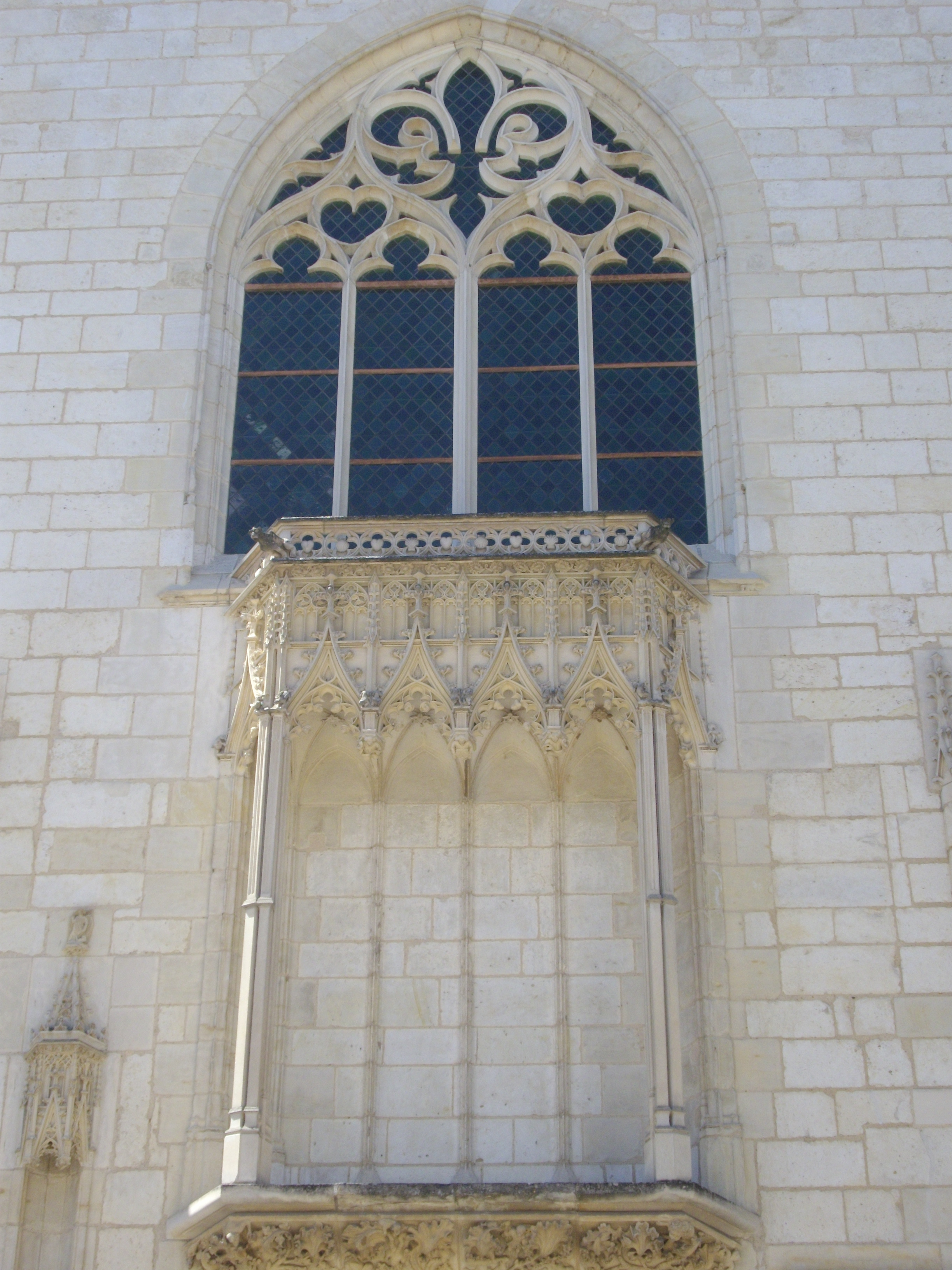
Fenster der Kapelle mit Fleur-de-Lys und Herzen
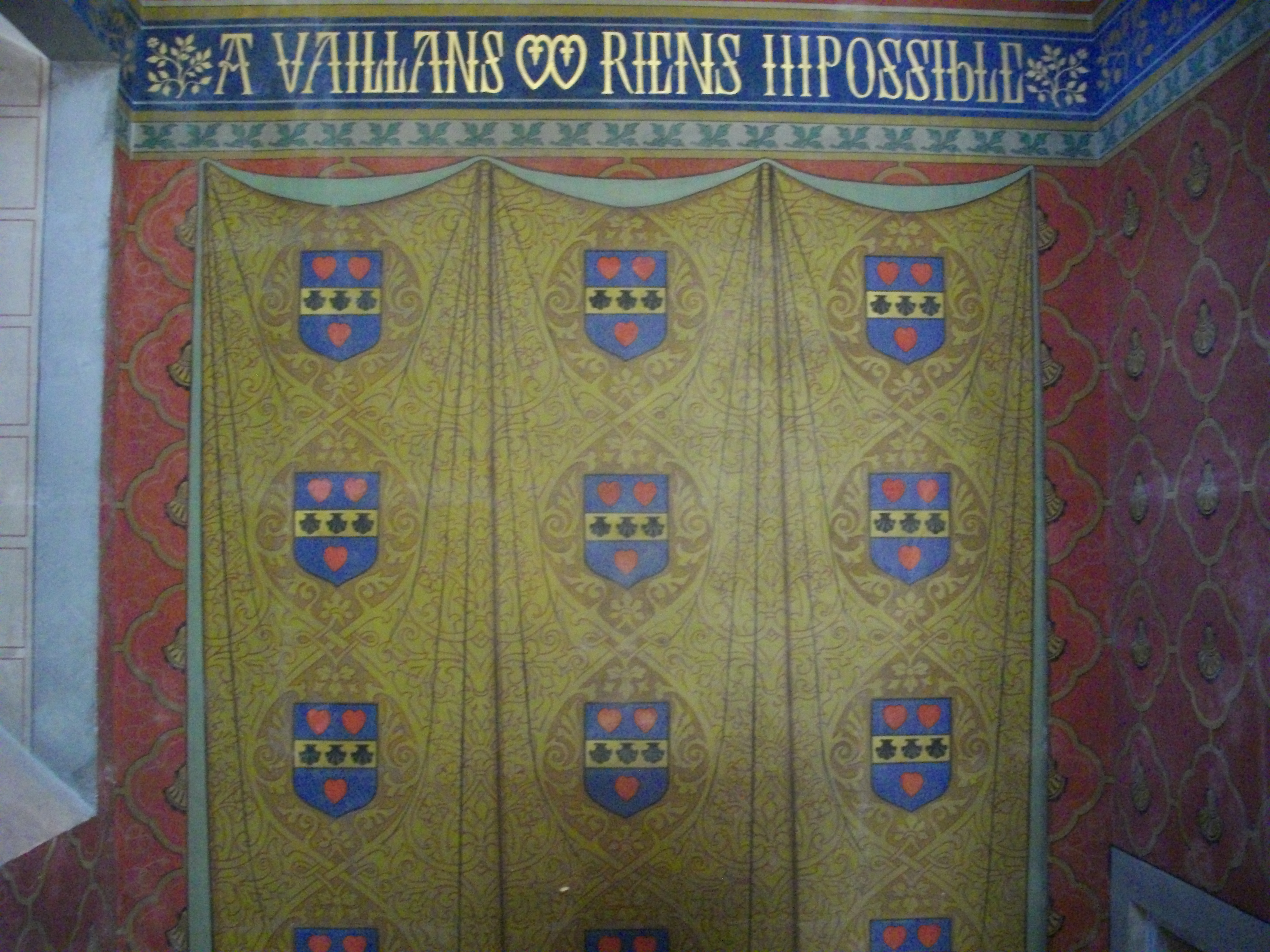
Oratorium des Jacques Coeur mit seinem Wappen und seiner Devise
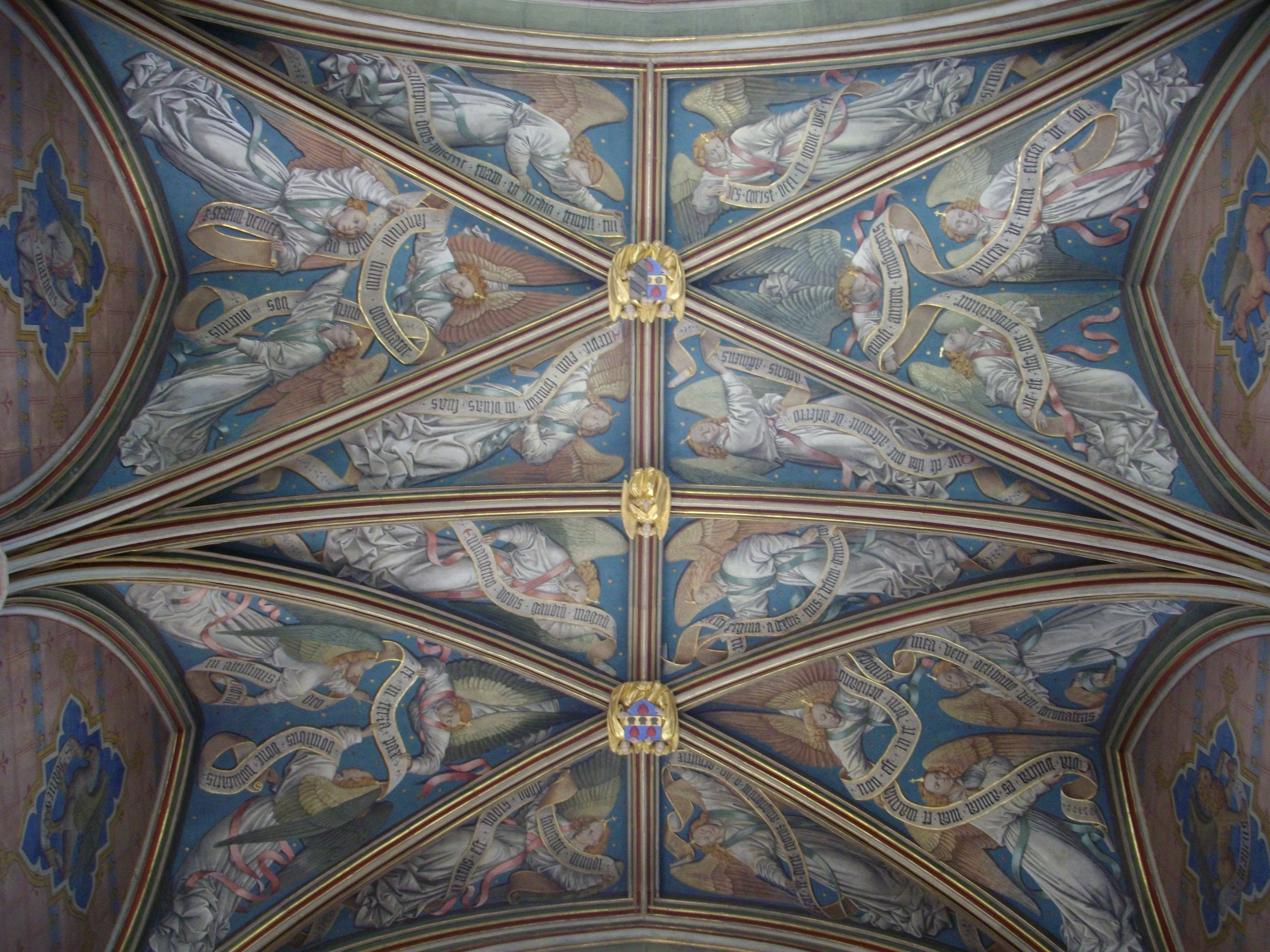
Deckenbemalung der Kapelle (restauriert)
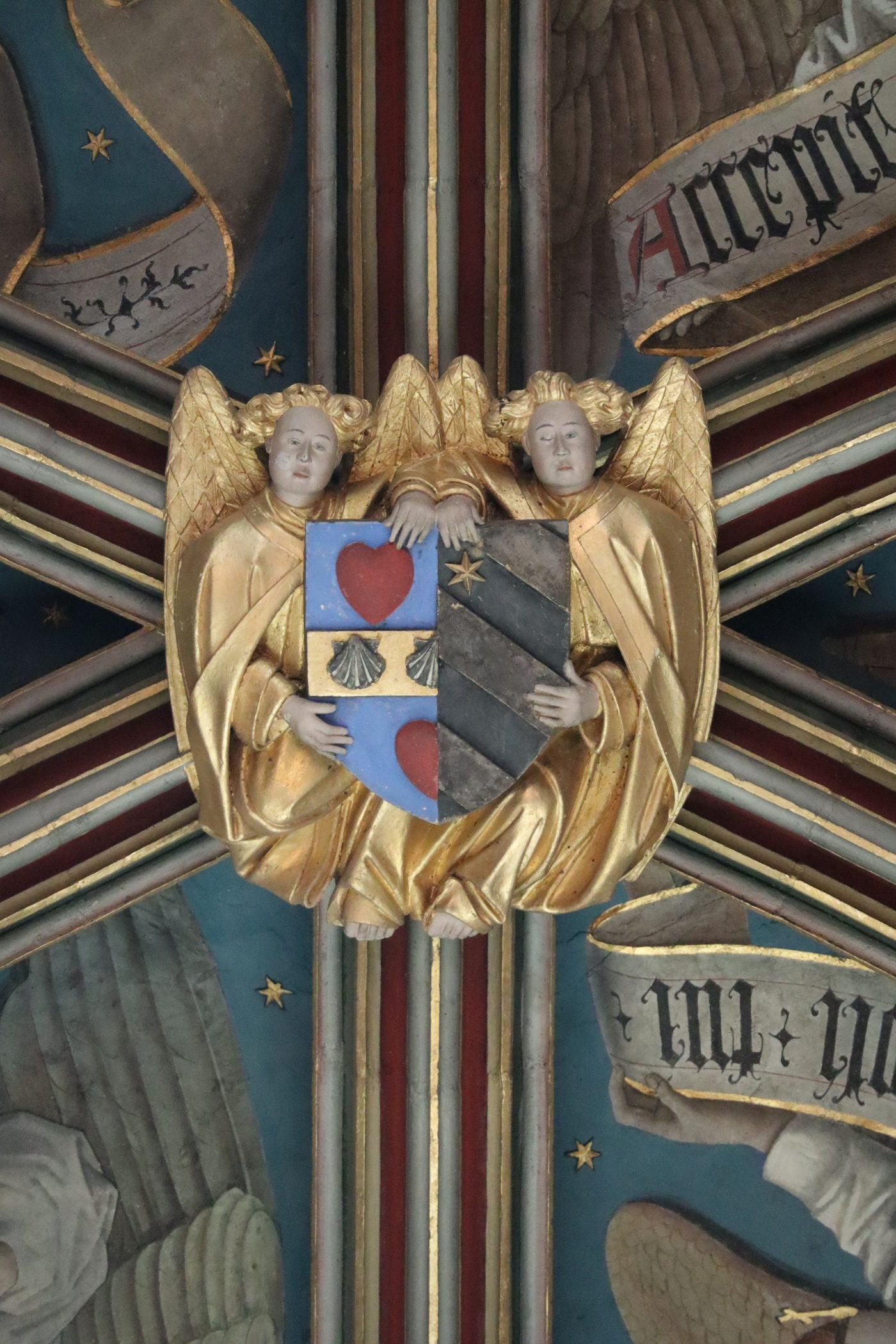
Gewölbeschlussstein mit dem Allianzwappen des Ehepaars

### Die Gesellschaftsräume
Zu beiden Seiten der Kapelle befanden sich hohe Galerien. Während die nördliche durch die späteren Umbauten vollkommen entstellt wurde, ist die südliche Galerie erhalten. Darin fallen besonders zwei monumentale Kamine auf : Der eine, betitelt « Die Vergnügungen des Adels », zeigt im Mittelteil in drei Fenstern adelige Paare, die gemeinsam Birnen oder Gebäck essen oder auch eine Partie Schach spielen. Darüber ist in einem durch Pinakel in vier Felder geteilten Fries ein Turnier dargestellt, bei dem aber keine Ritter, sondern Bauern auf Eseln antreten und sich mit Schilden aus Weidengeflecht verteidigen. Der andere Kamin, betitelt « Die Spiele des Krieges », zeigt hinter Zinnen u. a. Armbrustschützen, Ritter und Herolde, während aus zwei Gauben adelige Frauen dem Treiben zusehen.
Der große Festsaal besitzt den oben erwähnten, rekonstruierten Kamin, der die gesamte Südwand einnimmt, und eine Tribüne, wo sich die Musiker aufhielten, welche die Festbankette begleiteten. Die Balustrade dieser Tribüne ist mit den Abzeichen Jacques Cœurs, also Herzen und Jakobsmuscheln, geschmückt und trägt die Devise : « dire, faire, taire, de ma joie » („reden, tun, schweigen zu meinem Vergnügen“).
Im Prunksaal im zweiten Obergeschoss über dem Festsaal steht eine Nachbildung des Grabmals von Herzog Jean de Berry, dessen Originalgrabstätte sich in der Kathedrale von Bourges befindet.

### Die Privaträume
Das Zimmer der Galeeren war dem Hausherrn vorbehalten. Das ursprüngliche Dekor des Raumes war der Flotte von Handelsschiffen gewidmet, die Jacques Coeur besaß. Davon blieb nur das Hochrelief eines französischen Handelsschiffs des 15. Jahrhunderts oberhalb der Türe und das Glasfenster einer Kogge.
Das Ratszimmer ist mit Wandmalereien vom Ende des 17. Jahrhunderts bedeckt. Die Stadtverwaltung von Bourges ließ diesen Raum vom Maler Michel Longuet dekorieren. Zu sehen sind Szenen des Volksfestes zu Ehren der Geburt des Herzogs von Berry, des Enkels Ludwigs XIV. im Jahr 1687.

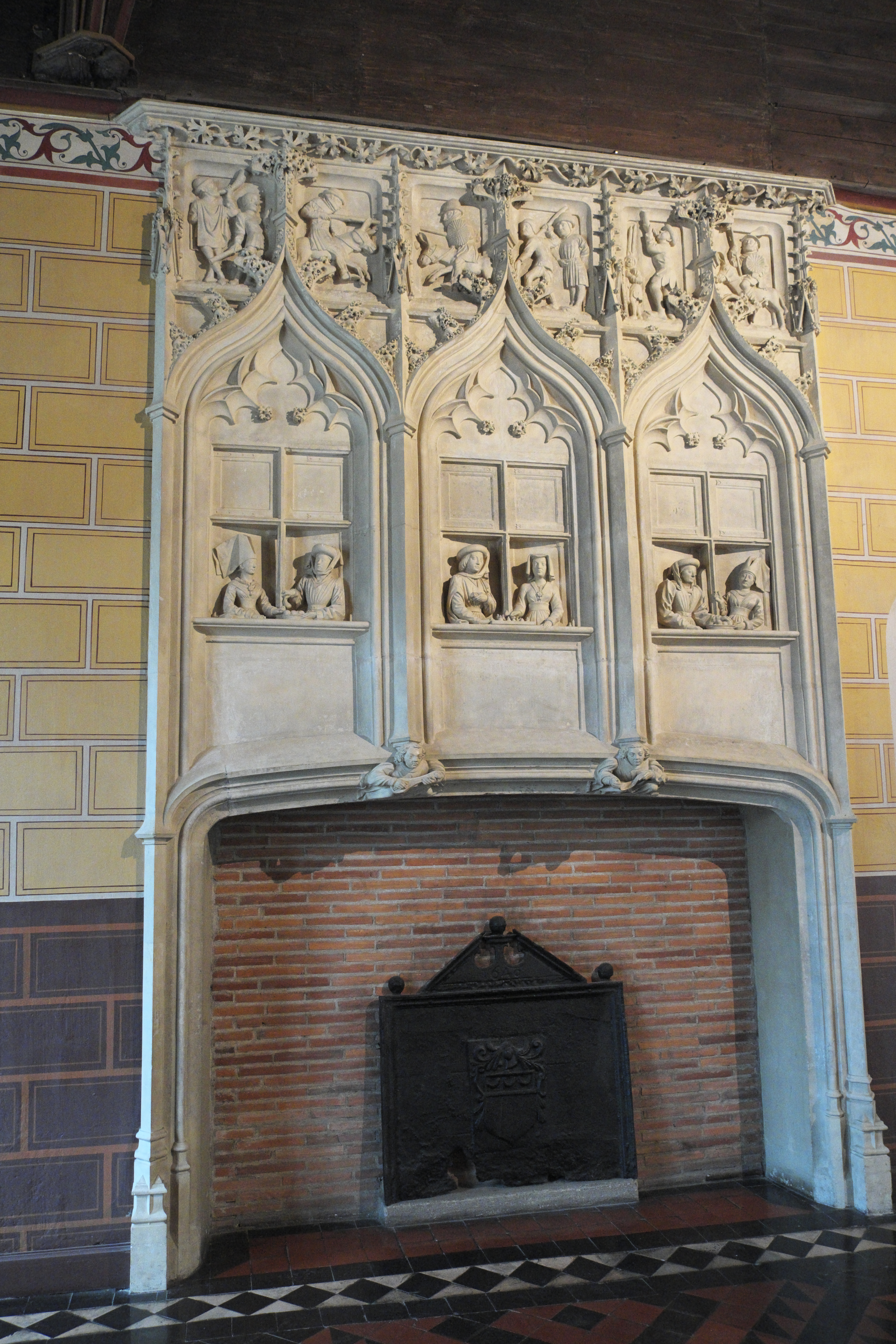
Kamin „Die Vergnügungen des Adels“ in der südlichen Galerie
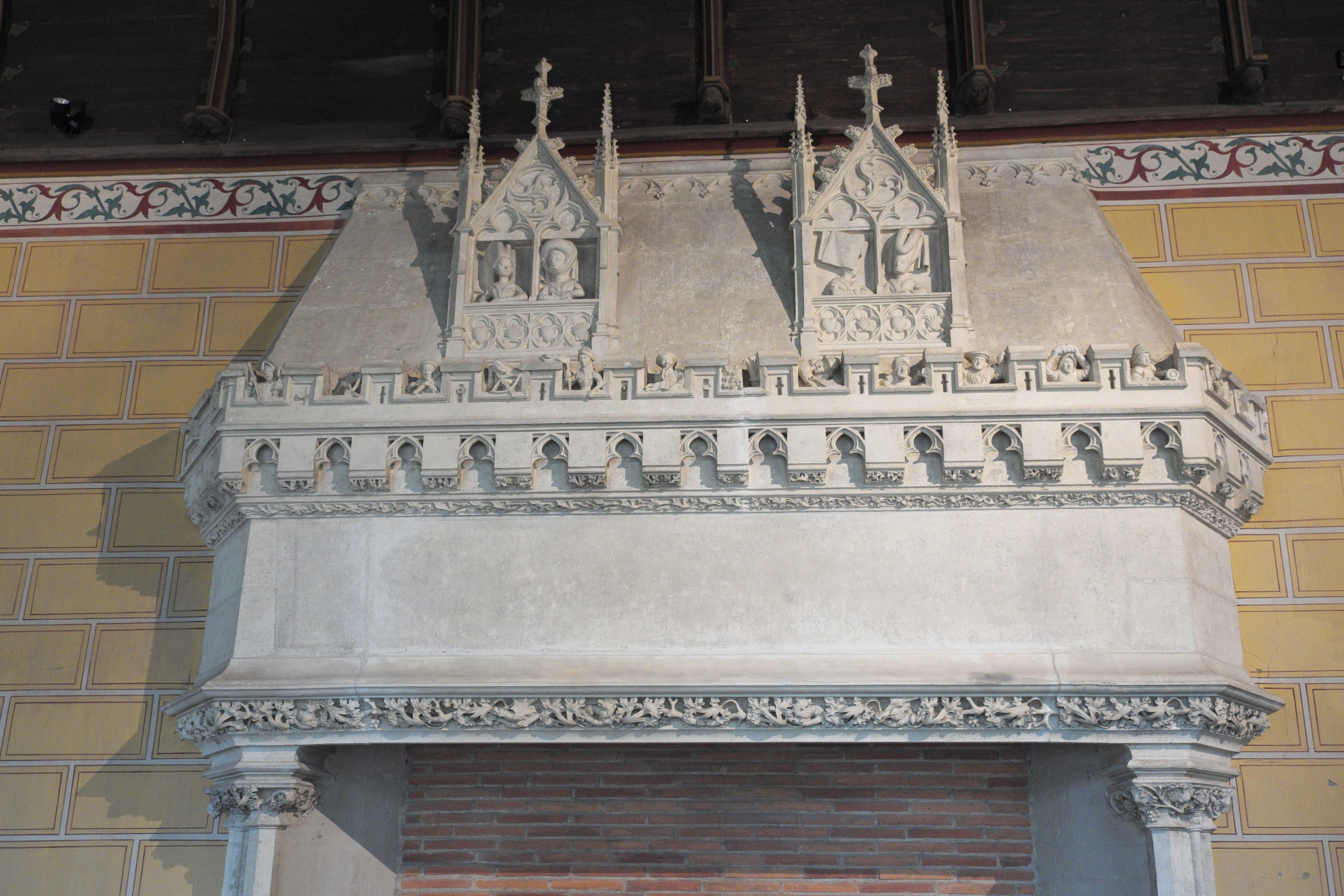
Kamin „Die Spiele des Krieges“ in der südlichen Galerie
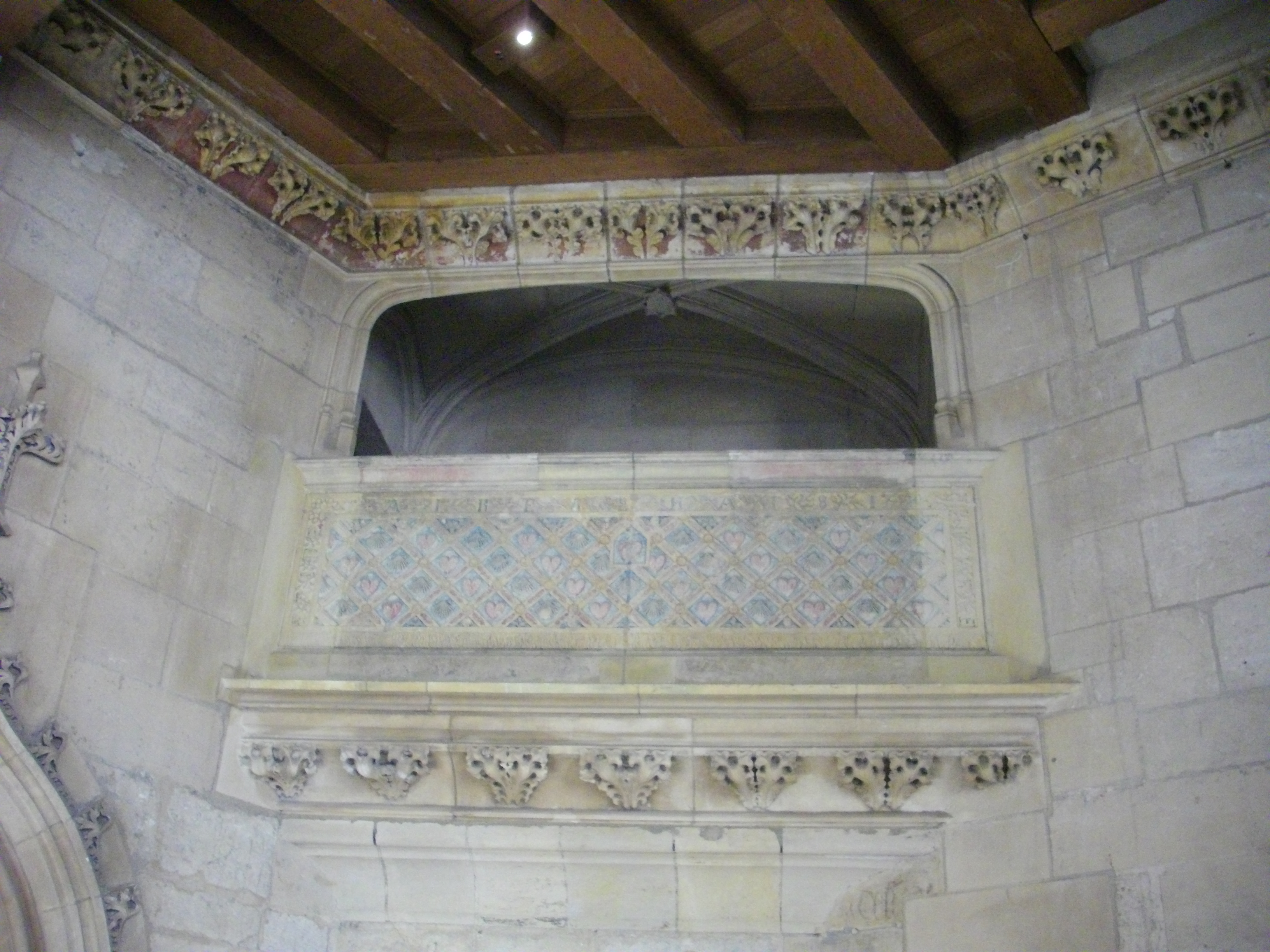
Musikertribüne im Festsaal
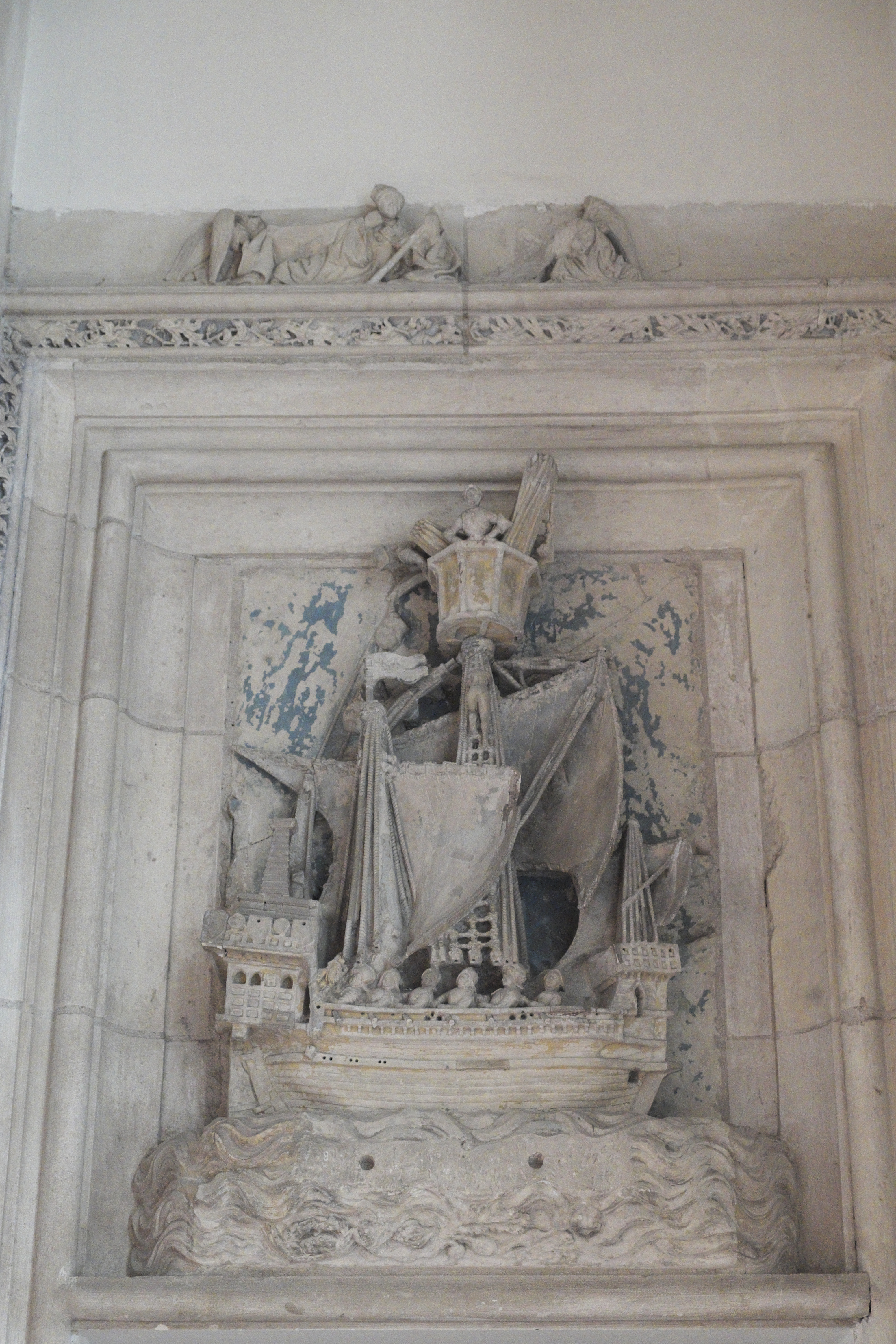
Hochrelief eines Handelsschiffs im Zimmer der Galeeren
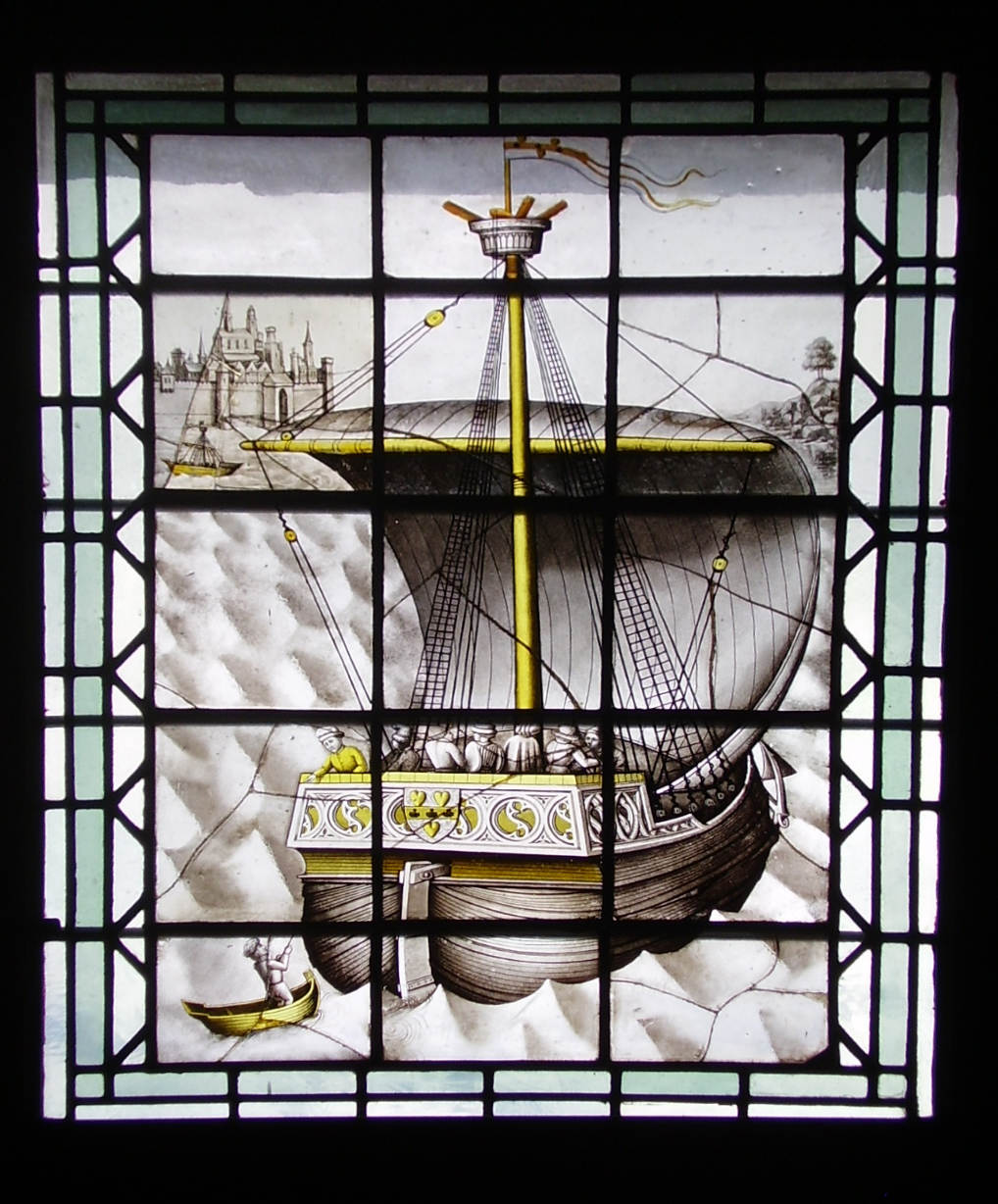
Glasfenster des 15. Jhdt. mit dem Abbild einer Kogge
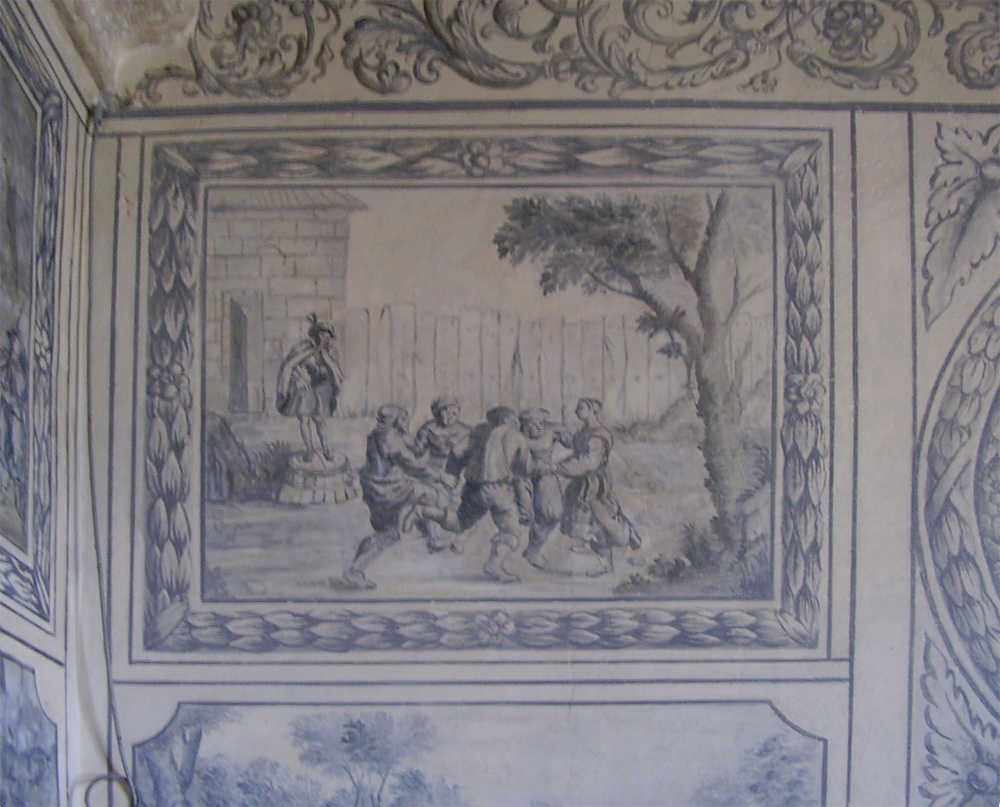
Wandbemalung im Ratszimmer (Ende 17. Jhdt.)

## Das Palais Jacques-Cœur in der Literatur
„Ich liebte dieses Gebäude aus tiefem Herzen. […] Seine Teilung zwischen zwei Welten, auf der einen Seite die alte, die es einem Herrenhaus ähneln lässt, auf der einen Seite ein Hauch von Italien und bereits orientalische Feinheiten. Überall Erinnerungen an meine Reisen, diese über der Pforte gemeißelten Palmenbäume, die auf die Glasscheiben gemalten Segelschiffe und diese Steinfiguren meines Verwalters und unserer ältesten Dienstmädchen, die mich aus dem Fenster gelehnt erwarteten…“
Jean-Christophe Ruffin, Le Grand Coeur

### Verbundene Artikel
- Bourges
- Jacques Cœur